# Mount Weather Emergency Operations Center
Le Mount Weather Emergency Operations Center, ou High Point Special Facility (HPSF), est un centre militaire inauguré en 1958 et utilisé par la Federal Emergency Management Agency (FEMA). L'installation est également référée en tant que SF (Special Facility).
Situé près de Bluemont en Virginie, dans les montagnes Blue Ridge, le centre est un lieu de repli gouvernemental en cas de catastrophe dans le cadre du plan de continuité des opérations. Il fut par exemple utilisé lors des attentats du 11 septembre 2001.

## Histoire
Anciennement nommé Mount Weather Observatory, le site sert comme lieu d'observation pour le National Weather Bureau depuis la fin du XIXe siècle. Pendant la Première Guerre mondiale, l'observatoire abrite un champ de tir.
En 1936, le centre passe sous contrôle du Bureau des mines (en). Une mine expérimentale à 80 mètres de profondeur y est creusée. Le tunnel, long de 450 mètres et haut de 2 mètres, deviendra plus tard un complexe souterrain de bureaux et de logements.
D'après les études menées sur le site, la structure rocheuse à proximité est « exceptionnellement dure et compacte », avec peu de failles ou de fissures et constituée d'épidote et de greenstone, un basalte précambrien de formation dense.

## Culture populaire

### Filmographie

#### Cinéma
Des références au site sont faites dans les films La somme de toutes les peurs (2002), xXx (2002), Le Jour où la Terre s'arrêta (2008) ou encore Mission: Impossible - The Final Reckoning (2025).

#### Télévision
Des références au site sont faites dans les séries X-Files : Aux frontières du réel (épisode La vérité est ici), Arrow (saison 4, épisode 22) et Z Nation (saison 4, épisode 12) ou encore la série Les 100 de Kass Morgan (dès le premier épisode), où y sont postés des survivants à une guerre nucléaire.

### Littérature

#### Roman
Dans le technothriller Le 10 juin 1999 de Eric L. Harry, le gouvernement et le Congrès américain y sont transférés après une guerre nucléaire.
Le roman Seven Days in May de Charles W. Bailey II et Fletcher Knebel mentionne une installation appelée « Mount Thunder ». Les descriptions de la route dans le livre montrent qu'il s'agit de la même installation.
Dans la trilogie de William R. Forstchen, dont le premier tome s'intitule Une seconde après (One Second After), Bluemont devient le siège du gouvernement des États-Unis après la catastrophe dont il est question dans l'ouvrage, une IEM déclenchée par une explosion nucléaire.